# 阿什伯納姆 (麻薩諸塞州)
阿什伯納姆（英語：Ashburnham）是一個位於美國麻薩諸塞州烏斯特縣的鎮。

## 人口
根據2020年美國人口普查的數據，阿什伯納姆的面積為106.20平方千米，當中陸地面積為100.20平方千米，而水域面積為6.00平方千米。當地共有人口6315人，而人口密度為每平方千米59人。